# Цибин, Гурий Владимирович
Гурий Владимирович Цибин (30.09.1923 — 2011) — российский конструктор оружия, лауреат Государственной премии СССР.
Родился в деревне Крестелиха Нижегородской области. Окончил среднюю школу № 1 города Богородска в июне 1941 года.
Участник Великой Отечественной войны (воевал в составе 4-го гвардейского танкового Кантемировского корпуса, гвардии старший сержант).
После демобилизации окончил радиофизический факультет Горьковского государственного университета (1951).
С 1952 года работал в Туле на заводе «Арсенал»: инженер, начальник лаборатории.
В 1957 г. один из создателей НИИ «Стрела» (Тула), заместитель генерального конструктора, заместитель директора по производству (до 1988).
Лауреат Государственной премии СССР (1969) — за разработку и внедрение в серийное производство комплекса управления танковым и противотанковым вооружением.

## Автор книг
- Русские идут / Г. В. Цыбин; ред. О. Г. Сивоокий, Л. А. Литвинова.- Тула: Гриф и К, 2005.- 166 с.- 60 экз.
- Край мой родимый / Гурий Владимирович Цибин. — Гриф и К (Тула), 2002. — 129 с: [1] л. портр., [4] л. фот.
- Солдаты холодной войны (Тула, 2002).